# Łążek (województwo wielkopolskie)
Łążek – wieś w Polsce położona w województwie wielkopolskim, w powiecie kolskim, w gminie Kłodawa.
Wieś królewska położona w II połowie XVI wieku w powiecie przedeckim województwa brzeskokujawskiego, należała do starostwa przedeckiego. W latach 1975–1998 miejscowość administracyjnie należała do województwa konińskiego.
We wsi jest 206 mieszkańców, z czego 49,0% stanowią kobiety, a 51,0% mężczyźni. Według Narodowego Spisu Powszechnego Ludności i Mieszkań w 2002 roku we wsi Łążek były 64 gospodarstwa domowe.
Zobacz też: Łążek, Łążek Ordynacki